# Mario Kart Wii
Mario Kart Wii (in het Japans マリオカートWii oftewel Mario Kāto Wī) is een racespel voor de Nintendo Wii, ontwikkeld en uitgegeven door het Japanse bedrijf Nintendo in 2008. Het is het zesde deel van de Mario Kart-serie. Net zoals alle andere Mario Kart-spellen bevat dit spel nieuwe banen, nieuwe functies en voorwerpen voor nieuwe race ervaringen. Ook bevat het spel, zoals de andere spellen uit de serie, verschillende personages uit de Mario-serie en is elke racebaan gewijd aan een van deze spelfiguren. Voor het eerst kunnen spelers naast karts ook motors kiezen als racemiddel en kan elke race gespeeld worden met maximaal twaalf spelfiguren. In de vorige delen uit de reeks van Mario Kart waren dit er nog acht. Door de nieuwe online-optie die aan het spel werd toegevoegd, kunnen spelers racen tegen geëvenaarde tegenstanders. Online-competities en behaalde resultaten worden zichtbaar als het Mario Kart Channel wordt toegevoegd aan het Wii-menu.
In Mario Kart Wii racen spelers individueel (singleplayer) of met anderen (multiplayer) tegen elkaar, tegen computergestuurde personages of alleen. Hierbij kunnen spelers kiezen uit verschillende karts en motorfietsen waarmee ze wensen te racen op uiteenlopende, gethematiseerde racebanen. Het spel bevat ook een online-modus, waarmee spelers het kunnen opnemen tegen de rest van de wereld. Deze functie is sinds 20 mei 2014 echter niet meer beschikbaar.
Mario Kart Wii werd voor het eerst voorgesteld aan het grote publiek tijdens de E3 2007. Het spel werd goed ontvangen door critici; niet omdat Mario Kart Wii revolutionair was, maar mede dankzij de online-modus, het grote aanbod aan personages, racebanen en karts. Het spel had een goede start in elk land van uitgave en in minder dan een maand slaagde Mario Kart Wii erin om in zowel Japan als de Verenigde Staten zo'n miljoen exemplaren te doen verkopen. In 2008 werden er 8,94 miljoen exemplaren van het spel verkocht.

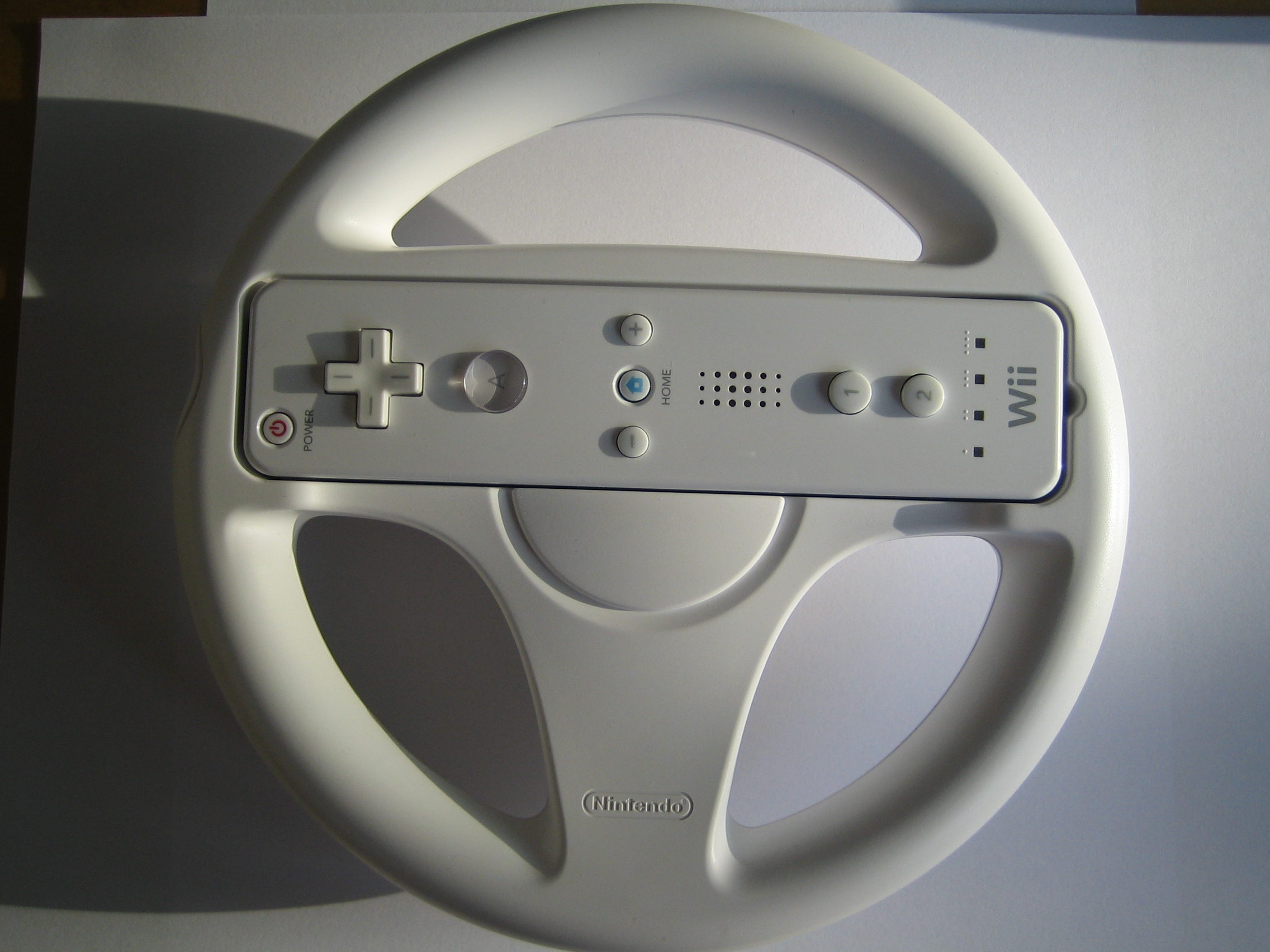
Het Wii Wheel met afstandsbediening

## Gameplay
In Mario Kart Wii kan een speler kiezen uit twaalf verschillende karts en motors. Elk personage is gekoppeld aan een gewichtsklasse die elk vaste statistieken kent. Kleinere personages zijn gekoppeld aan de lage gewichtsklasse en de voertuigen passen dan bij de grootte van het genoemde figuur. Kleine voertuigen hebben een hogere acceleratie, maar lagere snelheid. De grote voertuigen zijn het tegenovergestelde. De gemiddelde klasse ligt er tussenin. Karts en motors verschillen ook van elkaar: een kart kan naast de blauwe vonk ook een oranje kleur vonk krijgen bij het driften, waarna de gegeven boost hoger ligt. Daarnaast kan een motor een wheelie uitvoeren waarbij de topsnelheid iets hoger ligt. Dit maakt karts sterker in bochten en motors sterker op rechte stukken. Alle personages hebben naast de normale statistieken ook een bonus, zoals +3 snelheid.
Het drift-systeem is in Mario Kart Wii, anders dan in de vorige games in de serie. Daar veranderde de kleur van de vonk iedere keer dat er heen en weer gestuurd werd, maar in Mario Kart Wii hangt de verandering van de kleur af van de drifthoek en de tijd dat er gedrift wordt. Hierdoor hangt een goede ronde niet meer af van snelle stuurbewegingen en constant driften, maar van andere factoren.
Nieuw in Mario Kart Wii is de mogelijkheid van het uitvoeren van stunts na een helling of een schans. Als een stunt goed wordt uitgevoerd krijgt de speler een korte verhoging van de snelheid. Door in verschillende richtingen te schudden met de Wii-afstandsbediening kan een ander soort stunt gedaan worden.

### Besturing
Een speler kan kiezen uit vier verschillende Controller-configuraties. Deze zijn een Wii Wheel, die bij de grotere spelbox werd meegeleverd, maar kan ook los verkrijgbaar was, een Wii-afstandsbediening met Nunchuk, een traditionele Controller en een GameCube Controller. Omdat een Wii-afstandsbediening in een Wii Wheel kan worden gedaan kan een speler er ook voor kiezen om zonder het Wii Wheel te racen, met de Wii-afstandsbediening horizontaal gehouden. De traditionele controller wordt met een stekker in de Wii-afstandsbediening gedaan, maar hierbij wordt de afstandsbediening zelf niet gebruikt.
Als er een Wii-afstandsbediening zonder Nunchuck wordt gebruikt, met of zonder Wii Wheel, kan een speler sturen door de afstandsbediening naar links of naar rechts te bewegen. Bij de andere configuraties kan een speler sturen door middel van een joystick. Een ander verschil tussen de configuraties is het uitvoeren van stunts of een wheelie, bij de configuraties waar een Wii-afstandsbediening wordt gebruikt kan een speler stunten door de controller omhoog te schudden. Bij de andere configuraties kan dit worden gedaan door omhoog op de richtingsknop te drukken.

### Personages
Mario Kart Wii bevat 26 verschillende personages:
- Mario
- Luigi
- Peach
- Toad
- Koopa Troopa
- Baby Mario
- Baby Peach
- Yoshi
- Bowser

- Wario
- Waluigi
- Donkey Kong
- Daisy*
- Toadette*
- Dry Bones*
- Baby Luigi*
- Baby Daisy*
- Birdo*

- Diddy Kong*
- Bowser Jr.*
- King Boo*
- Funky Kong*
- Dry Bowser*
- Rosalina*
- Mii Outfit A*
- Mii Outfit B*

Personages met een * achter de naam kunnen worden vrijgespeeld door het winnen van races.

### Speltypes
- Grand Prix: In dit speltype kunnen spelers deelnemen aan een cup, in elke cup zijn er vier verschillende parcoursen. Nadat spelers alle parcoursen gehad hebben en de meeste punten hebben kunnen zij personages, voertuigen of andere cups vrijspelen. Het is niet mogelijk om met meerdere spelers een Grand Prix te rijden.
- Time Trials: Een speler kan een parcours uitkiezen om een zo snel mogelijke tijd drie rondes te voltooien. Hij kan het opnemen tegen geestgegevens om een nog snellere tijd te rijden. Geestgegevens zijn een opname van de speler zijn snelste race op een parcours, of de snelste race van iemand anders.
- VS Race: Dit is een vrije mode, waarbij een speler zelf de instellingen kan kiezen. Het principe is hetzelfde als bij een Grand Prix, maar in plaats van een hele cup kan een speler aparte parcoursen kiezen. Ook kan de speler de regels aanpassen, zoals de moeilijkheidsgraad van de CPU-spelers, of het aantal races dat gedaan moet worden voor de ceremonie.
- Battle: Dit speltype bestaat uit twee soorten: Balloon Battle en Coin Runners. Bij Balloon Battle vuren spelers voorwerpen naar elkaar om elkaars ballonnen te laten knappen. Voor elk geknapte ballon krijgt de tegenpartij een punt. Als een speler alle ballonnen kwijt is verliest zijn team een punt. Bij Coin Runners verzamelen spelers zo veel mogelijk munten die over het gebied verspreid zijn. Als een speler wordt geraakt door een voorwerp verliest hij munten. Bij beide modes bepaalt het hoogste puntenaantal wie de winnaar is.

### Racetechnieken
- Snelle start: Spelers kunnen snel van een startlijn schieten als ze tijdens het aftellen aan de start precies op het juiste moment accelereren. Als een speler dit te laat doet is de uiteindelijke snelheid lager en als een speler dit te vroeg doet komt er roet uit de motor en slipt de kart heel even heen en weer, dit is langzamer dan een reguliere start.
- Miniturbo: Als een speler een tijdje heeft gedrift, gaan de banden blauw branden. Als de speler dan de driftknop loslaat, krijgt hij een korte boost. Bij karts ontstaan na een langere tijd ook rode vonken, hierbij is de boost nog groter.
- Stunt: Als het commando voor een stunt exact wordt gegeven op het moment dat een speler van een schans springt, zal het personage een stunt doen in de lucht. Na de landing krijgt de speler een korte boost.
- Wheelie: Wanneer men op een motor racet, kan de speler een wheelie uitvoeren. Nadat het commando hiervoor gegeven is zal deze uitgevoerd worden en krijgt de speler een iets hogere topsnelheid. Als de speler tijdens een wheelie tegen een ander botst, raakt de motor uit balans en verliest hij snelheid.

## Voorwerpen
In Mario Kart Wii keren twaalf voorwerpen uit voorgaande Mario Kart-games terug en zijn er drie nieuwe voorwerpen (POW-blok, donderwolk, megapaddenstoel). Met een driedubbele-versie van vier voorwerpen komt het totaal aantal voorwerpen in Mario Kart Wii op negentien.
Als de POW-blok wordt gebruikt krijgen alle coureurs die voorliggen een POW-blok in beeld. Er is (voor de voorliggende coureurs) een mogelijkheid om (deels) aan het effect te ontkomen door met de controller te schudden. Als de coureur door de lucht in de lucht te vliegt (bijvoorbeeld na een sprong van een schans), wordt het effect volledig ontweken. Getroffen coureurs verliezen hun niet gebruikte voorwerpen.
Door de donderwolk hangt een dreigende blikseminslag boven het hoofd van de coureur. De speler kan de donderwolk doorgeven aan andere coureurs door er tegen aan te botsen. Wie de donderwolk boven zijn hoofd heeft, rijdt, net als onder het effect van een ster, iets sneller dan de rest, en wordt niet afgeremd door off-road. Na enige tijd slaat de bliksem in op diegene die op dat moment de donderwolk boven zijn hoofd heeft. Het effect is hetzelfde als dat van het regulier bliksem-voorwerp.
De megapaddenstoel maakt de coureur tijdelijk heel groot, waardoor hij andere coureurs kan platrijden.

## Circuits
Mario Kart Wii heeft 32 circuits verdeeld over acht bekers. De helft van deze circuits zijn gloednieuw, de andere helft zijn opgepoetste versies van circuits uit voorgaande Mario Kart-games. Een aantal van de Mario Kart Wii-circuits zijn verschenen als retrocircuits in nieuwere Mario Kart-games.

### Nieuw
Mushroom Cup
- Luigi Circuit
- Moo Moo Meadows
- Mushroom Gorge
- Toad's Factory

Flower Cup
- Mario Circuit
- Coconut Mall
- DK Summit
- Wario's Gold Mine

Star Cup
- Daisy Circuit
- Koopa Cape
- Maple Treeway
- Grumble Volcano

Special Cup
- Dry Dry Ruins
- Moonview Highway
- Bowser's Castle
- Rainbow Road

### Retro
Shell Cup
- GCN Peach Beach
- NDS Yoshi Falls
- SNES Ghost Valley 2
- N64 Mario Raceway

Banana Cup
- N64 Sherbet Land
- GBA Shy Guy Beach
- NDS Delfino Square
- GCN Waluigi Stadium

Leaf Cup
- NDS Desert Hills
- GBA Bowser's Castle 3
- N64 DK's Jungle Parkway
- GCN Mario Circuit

Lightning Cup
- SNES Mario Circuit 3
- NDS Peach Gardens
- GCN DK Mountain
- N64 Bowser's Castle

## Gevechtsarena's
Nieuw
- Block Plaza
- Delfino Pier
- Funky Stadium
- Chain Chomp Wheel
- Thwomp Desert

Retro
- SNES Battle Course 4
- GBA Battle Course 3
- N64 Skyscraper
- GCN Cookie Land
- NDS Twilight House

## Nintendo Wi-Fi Connection
In Mario Kart Wii was het mogelijk om tegen elkaar te racen via de Nintendo Wi-Fi Connection (Nintendo WFC). Deze online-modus was voorzien van online-races en online-battles, waarin er tot twaalf spelers tegelijk tegen elkaar konden racen of vechten, waarvan er één of twee per Wii spelen. Spelers konden kiezen om wereldwijd of continentaal te racen, alsook de mogelijkheid om zich bij vrienden die zijn toegevoegd door middel van een Friend Code te voegen of om aparte kamers voor enkel vrienden te openen. De online-mode beschikt over een puntensysteem; elke speler begint met 5000 punten en afhankelijk van het puntenaantal van anderen en de einduitslag zou deze toenemen of afnemen, tot een maximum van 9999. Wanneer een speler online kwam, zou hij in een kamer met spelers met ongeveer hetzelfde aantal punten geplaatst worden, voor zo eerlijk mogelijke races.
Een andere Wi-Fi functie is het Mario Kart Kanaal. Via dit kanaal konden spelers ghosts uitwisselen met hun vrienden, ghosts downloaden, competities spelen en de time trials rangen bekijken. Het kanaal kon apart geïnstalleerd worden op het Wii-Menu. De installatie kost tussen de 74 en 86 blokken, en het kanaal heeft dezelfde functies als het kanaal die vanaf de game gestart kan worden. Competities waren, net zoals de missies in Mario Kart DS, banen of arena's met extra voorwerpen of met een bepaald doel, zoals door alle poorten rijden in de juiste volgorde, waarbij de 'missie' in een zo snel mogelijke tijd moet worden afgewerkt. Er waren twee competities per maand en ook voor competities werden ranglijsten bijgehouden. Op de ranglijsten kon men de continentale en de wereldwijde top 10 vinden, maar ook de top 10 van jouw vrienden. De speler kon vrienden toevoegen door middel van een twaalfcijferige code. Deze code is voor elke speler uniek en moet uitgewisseld worden met de vriend die toegevoegd moet worden. Men kan vrienden niet toevoegen tijdens een wereldwijde of continentale race.
Sinds 20 mei 2014 zijn deze online-functies niet meer beschikbaar, door de beëindiging van de Nintendo Wi-Fi Connection. 

## Ontwikkeling
De online-mogelijkheden en enkele bewegende beelden van Mario Kart Wii werden tijdens de E3 2007 in een trailer voorgesteld aan het grote publiek.Er bleken veel nieuwe personages en racebanen te zijn en op elk parkoers konden twaalf in plaats van acht racers meespelen. Ook het concept uit Mario Kart: Double Dash!!, waarin de personages met twee in één kart zaten, werd aan de kant geschoven. Extra details van het spel werden later naar voor geschoven tijdens de Nintendo Fall 2007 Conference in oktober 2007. Hier werd voor het eerst bekendgemaakt dat het spel naast de karts ook motorfietsen bevat, en dat er een zogenaamd Wii Wheel bij het spel zou komen voor een meer realistische besturing. Nieuwe beelden en informatie van het spel werden nog wat later bekendgemaakt en de release van Mario Kart Wii stond gepland voor de lente van 2008.
Producer Hideki Konno wilde enkele online-mogelijkheden van Mario Kart DS in Mario Kart Wii steken, maar dit idee werd definitief aan de kant geschoven wegens tijdgebrek. Konno had al ideeën om motorfietsen in te voeren sinds de ontwikkeling van Mario Kart: Double Dash!!, maar deze plannen werden toen geannuleerd. Tijdens de ontwikkeling van Mario Kart Wii, had het spel de naam Mario Kart X met zich meegekregen. General producer Shigeru Miyamoto wilde nieuwe aspecten aan het spel toevoegen, zoals de besturing met het Wii Wheel en de Nintendo Wi-fi Connection. De ontwerpers testten dertig prototypes voordat ze een beslissing namen over het definitieve Wii Wheel.
De muziek werd gecomponeerd door Asuka Ohta en Masato Mizuta, die naast nieuw materiaal ook herinterpretaties maakten van de melodieën uit oudere Mario Kart-spellen. De speaker van de Wii-afstandsbediening wordt frequent gebruikt tijdens de gameplay van het spel, zoals de geluidseffecten van crashes en waarschuwingssignalen.

## Ontvangst
| Recensiescore       | Recensiescore |
| Recensieverzamelaar | Score         |
| ------------------- | ------------- |
| GameRankings        | 82%           |
| Metacritic          | 82%           |
| Publicist           | Score         |
| Eurogamer           | 8 / 10        |
| GameSpot            | 8,5 / 10      |
| GameSpy             | 4,5 / 5       |
| IGN                 | 8,5 / 10      |
| Edge                | 6 / 10        |
| Famitsu             | 37 / 40       |
| GameTrailers        | 8,4 / 10      |
| Nintendo Power      | 9 / 10        |

### Verkoopcijfers
Mario Kart Wii was een groot succes bij zijn lancering. Op de eerste verkoopdag in Japan werden er 300.000 exemplaren verkocht, veel meer dan Mario Kart DS met 160.000 en Mario Kart Double Dash met 180.000 exemplaren. Op 4 mei 2008, minder dan een maand na de lancering, was Mario Kart Wii alleen in Japan al miljoenen keer verkocht. In de Verenigde staten was het met 979.000 exemplaren de op drie na best verkochte game van december. In Maart 2009 waren er wereldwijd 15.4 miljoen exemplaren verkocht. Met 32.4 miljoen verkochte exemplaren tot en met maart 2012 is het het best verkochte Mario-spel voor de Wii en na Wii Sports het best verkochte spel voor de Nintendo Wii.
Mario Kart Wii hield sinds 27 april 2008 het record voor best verkochte spel in de Mario Kart-reeks op de dag van lancering in de Verenigde Staten met 433.900 exemplaren. Dat record werd op 28 april 2017 (bijna precies 9 jaar later) verbroken door Mario Kart 8 Deluxe, die op de dag van lancering 459.000 exemplaren verkocht.

### Algemene beoordeling
Mario Kart Wii kende veelal positieve recensies. Vooral de online-mode en de grote hoeveelheid banen, karakters en voertuigen werden geprezen. GameSpot-producent Lark Anderson complimenteerde het spel omdat het makkelijk te bespelen is voor elke speler en hij vond de motoren en goed alternatief. IGN vond dat Nintendo een van de beste console-Karts in jaren uitbracht. Verder werden de uitgebreide time trial mode en de grand prix in teams positief ontvangen.
Echter kreeg het strijden in teams in de battle-mode veel kritiek van NGamer, omdat het concept van last man standing verdwenen was dat de vorige Mario Kart-spellen kenmerkte. Hiernaast vond IGN de grote variatie in statistieken van voertuigen en personages een slecht concept en samen met GameTrailers werd bekritiseerd hoe een speler die vooraan rijdt makkelijk terug kan vallen naar de laatste plaats na veel botsingen met onontwijkbare voorwerpen, waardoor er ook een bepaalde hoeveelheid geluk nodig was om vooraan te eindigen. Gamespot benadrukte dat sommige banen nostalgisch maar ook saai kunnen zijn.

### Prijzen
Het spel won in 2008 meerdere Wii-specifieke prijzen van IGN, waaronder het beste racespel en het beste online-multiplayerspel. IGN nomineerde het ook als beste familiespel voor de Wii. Het spel stond op de negende plaats in Nintendo Powers "Beste van het decennium". Ook won het de prijs voor "Favoriete Video Spel" tijdens de Nickelodeon Kids' Choice Awards.

## Trivia
- Het spel is opgenomen in het boek 1001 Video Games You Must Play Before You Die van Tony Mott.